# 日顕 (日蓮正宗)
日顕（にっけん、1922年〈大正11年〉12月19日 - 2019年〈令和元年〉9月20日）は、日本の仏教僧侶で、日蓮正宗総本山・大石寺の第67世法主を務めた。
阿部姓で姓名は阿部 日顕（あべ にっけん）。

## 生涯
1922年（大正11年）12月19日、父は第60世法主・日開、母は彦坂スマ。
1928年に得度し、1943年に立正大学日蓮学科を卒業、教学部長、総監の要職を経て、1979年（昭和54年）7月に総本山第67世法主として登座。
1991年に当時の信徒団体であった創価学会を破門。
2005年（平成17年）12月16日、隠居・退座する。
2019年（令和元年）9月20日午前7時30分、東京都世田谷区の隠居所にて逝去。96歳没

## 著書
- 百六箇種脱對見拝述記（2007年、（株）大日蓮出版）
- 寿量品説法（2003年、（株）大日蓮出版） - 2014年に増補版が上下二巻で発刊
- 観心本尊抄講話 全五巻（2012年（株）大日蓮出版）
- 妙法七字拝仰 上下（2013年（株）大日蓮出版）
- 三大秘法義（2015年（株）大日蓮出版）
- 日蓮大聖人御金言義類別入文集（2015年（株）大日蓮出版）
- 真実の証明(2001年（株）日新報道)